# ساره سلفرمان
ساره كيت سلفرمان (بالإنجليزية: Sarah Kate Silverman)، هي ممثلة كوميدية وكاتبة ومؤدية صوت أمريكية. ولدت في يوم 1 ديسمبر 1970 في مدينة مانشستر في ولاية نيوهامبشير في الولايات المتحدة. كانت تتناول قضايا العنصرية والجنس والدين، قدمت برنامج ذا ساره سلفرمان بروغرام وكان برنامجها هذا كوميديا وبث من سنة 2007 وتوقف إلى سنة 2010. ظهرت في مقاطع صغيرة لبعض الأفلام منها مدرسة الروك، ولها أداء صوتي في فلم رالف المدمر.

## أفلام
- 2017 : كتاب هنري
- 2015 : أشبي
- 2018 : رالف يدمر الإنترنت

## روابط خارجية
- ساره سلفرمان على موقع IMDb (الإنجليزية)
- ساره سلفرمان على موقع الموسوعة البريطانية (الإنجليزية)
- ساره سلفرمان على موقع روتن توميتوز (الإنجليزية)
- ساره سلفرمان على موقع مونزينجر (الألمانية)
- ساره سلفرمان على موقع ألو سيني (الفرنسية)
- ساره سلفرمان على موقع ميوزك برينز (الإنجليزية)
- ساره سلفرمان على موقع أول موفي (الإنجليزية)
- ساره سلفرمان على موقع قاعدة بيانات الأفلام السويدية (السويدية)
- ساره سلفرمان على موقع إن إن دي بي (الإنجليزية)
- ساره سلفرمان على موقع أول ميوزيك (الإنجليزية)